# دنیل فن بویتن
دنیل فن بویتن (به هلندی: :Daniel Van Buyten) (زاده ۷ فوریه - شیمه) بازیکن فوتبال اهل کشور بلژیک می‌باشد.
وی سابقه بازی در تیم‌های استاندارد لیژ٬ مارسی ٬ منچستر سیتی، هامبورگ و بایرن مونیخ را دارد.
وی ۶۸ بازی و ۱۰ گل ملی در کارنامه دارد و در جام جهانی فوتبال ۲۰۰۲ عضو تیم ملی فوتبال بلژیک بوده است.

## افتخارات
بایرن مونیخ
- بوندس‌لیگا (۲): ۰۸–۲۰۰۷، ۱۰–۲۰۰۹
- جام حذفی فوتبال آلمان (۲): ۰۸–۲۰۰۷، ۱۰–۲۰۰۹
- لیگ کاپ آلمان (۱): ۲۰۰۷
- سوپر جام فوتبال آلمان (۲): ۲۰۱۰، ۲۰۱۲
- لیگ قهرمانان اروپا نایب قهرمان: ۲۰۱۰، ۲۰۱۲